# Sauk Centre
Sauk Centre är en ort i Stearns County i den amerikanska delstaten Minnesota. Orten fungerade som en inspirationskälla för den fiktiva orten Gopher Prairie i Sinclair Lewis roman Storgatan (1920).

## Kända personer från Sauk Centre
- Sinclair Lewis, författare